# Gentiana squarrosa
Gentiana squarrosa är en gentianaväxtart som beskrevs av Carl Friedrich von Ledebour. Gentiana squarrosa ingår i släktet gentianor, och familjen gentianaväxter. Inga underarter finns listade i Catalogue of Life.